# サリウ・シス
サリウ・シス（Saliou Ciss 、1989年9月15日 - ）は、セネガル・ダカール出身のプロサッカー選手。セネガル代表。ASナンシー所属。ポジションは、ディフェンダー。

## 経歴

### クラブ
2007年、Diambars FCでキャリアをスタート。2010年、チームメイトのカラ・ムボジとともに、ノルウェーのトロムソILに移籍。5月5日のSKブラン戦で移籍後初出場。当初は2年のレンタルでの加入で、2011年6月に完全移籍に移行し2014年までの契約を結んだ。
2013年8月にヴァランシエンヌFCに移籍した。
2017年7月1日にアンジェSCOに移籍した。しかしアンジェでは出場機会を得られず、古巣ヴァランシエンヌFCへの期限付き移籍を経て2019年9月にASナンシーに完全移籍。

### 代表
2012年11月14日、ニジェールとの親善試合に出場しセネガル代表デビュー。デビュー以降は代表から遠ざかり、2014年5月のコロンビア戦で約1年半ぶりに代表に選出された。
2017年1月、ガボンで開催されたアフリカネイションズカップ2017に参加、3戦目のアルジェリア戦に出場した。
2018 FIFAワールドカップ・アフリカ予選では重要な役割を果たし、2002年大会以来となるワールドカップ出場権獲得に貢献した。ワールドカップ本戦の登録メンバーにも選ばれたが、6月17日のトレーニング中に負傷してしまい、登録を抹消されてしまった（代わりにアダマ・ムベングがメンバー入り）

## タイトル
セネガル代表
- アフリカネイションズカップ : 2021